# قروض سلعية
بموجب قانون فاتورة الغذاء لعام 2002 و(القانون العام 101-171، الفقرة 1201-1205) فإن السلع التالية تعتبر مؤهلة لتكون قروضًا مساعدة تسويقية ويطلق عليها اسم القروض السلعية:
القمح، الذرة، الذرة البيضاء، شوفان الشعير، قطن المرتفعات، القطن طويل التيلة، الأرز، فول الصويا، غيره من الحبوب الزيتية، الصوف، وبر الموهير، العسل، البازلاء الجافة، العدس والحمص الصغير. وباستثناء القطن طويل التيلة فإن المزارعين الموافقين على الامتناع عن القروض يعتبرون مستحقين لـمدفوعات عجز القرض (LDPs) على الناتج الفعلي للقروض السلعية.